# Atentado del Aeropuerto Internacional Hamid Karzai de 2018
El atentado del Aeropuerto Internacional Hamid Karzai de 2018 fue un ataque suicida producido a la llegada de Turquía del vicepresidente de Afganistán, Abdul Rashid Dostum. El hecho ocurrió el 22 de julio del año anteriormente mencionado en el Aeropuerto de Kabul. Dejó como saldo 23 muertos (entre ellos 10 miembros de seguridad) y 107 heridos. El atentado fue responsabilizado por el Estado Islámico.

## Antecedentes
Afganistán es un país asiático de Oriente Medio que vive en un ambiente tenso marcado por la guerra y las divisiones internas. Grupos terroristas como los Talibanes y el Estado Islámico atentan en diversas ocasiones contra civiles. En 2018, se han contabilizado más de una decena de ataques de grupos yihadistas. Entre ellos, se pueden mencionar el ataque con ambulancia bomba en enero , el asalto al Hotel InterContinental de Kabul, entre otros. Los atentados han dejado cientos de víctimas mortales así como de heridos agravando aún más el problema de la inseguridad y la violencia.

## Atentado
Luego del arribo del vicepresidente afgano, Abdul Rashid Dostum, al aeropuerto de Kabul, se produjo una explosión en la entrada principal de la terminal aeroportuaria. La explosión ocurrió cerca del automóvil blindado al que había abordado minutos antes Dostum. El auto estaba custodiado y rodeado de simpatizantes el vicepresidente. El atentado se saldo con 23 muertos (12 civiles, 10 guardias de seguridad y 1 niño) y 107 heridos.
Horas después, el ISIS se responsabilizó del ataque.

## Reacciones

### Internacionales
- Naciones Unidas: La Misión de Asistencia de las Naciones Unidas en Afganistán (UNAMA por sus siglas en inglés) condenó el ataque e hizo un llamado a llevar a los responsables ante la justicia.[4]
- Pakistán: El gobierno pakistaní condenó el atentado y expresó su solidaridad con el pueblo y gobierno de Afganistán.[5]
- Catar: Catar condenó el atentado y expresó sus condolencias a las familias de las víctimas. Asimismo, mostró su rechazo al terrorismo.[6]
- Turquía: El gobierno turco condenó el atentado y expresó sus condolencias a las familias de las víctimas.[7]